# Ісмет Лушаку
Ісмет Лушаку (швед. Ismet Lushaku, нар. 22 вересня 2000, Ескільстуна, Швеція) — косовський футболіст, півзахисник шведського клубу «Норрчепінг» та національної збірної Косова.

## Ігрова кар'єра

### Клубна
Ісмет Лушаку народився у шведському місті Ескільстуна і є вихованцем місцевого клубу АФК «Ескільстуна». У травні 2019 року футболіст підписав з клубом свій перщий професійний контракт на три роки. Вже через тиждень після цього відбувся його дебют у матчах чемпіонату Швеції. За результатами того сезону клуб вибув до Супереттан але Лушаку ще два сезони грав у команді.
У січні 2022року Лушаку знову повернувся до Аллсвенскан, підписавши контракт на чотири роки з клубом «Варбергс», де грав наступні два сезони.
У січні 2024 року футболіст перейшов до клубу «Норрчепінг». Контракт був підписаний на три роки.

### Збірна
Ісмет Лушаку провів десять матчів за молодіжну збірну Косова.
12 січня 2020 року у товариському матчі проти команди Швеції Лушаку дебютував у складі національної збірної Косова.